# Linus (satélite)
Linus, con la designación formal (22) Kalliope I Linus, es una luna asteroidal que orbita el asteroide de tipo M (22) Calíope. Fue descubierta el 29 de agosto de 2001 por los astrónomos Jean-Luc Margot y Michael E. Brown con el telescopio Keck, en Hawái. Otro equipo también la detectó con el Telescopio Canadá-Francia-Hawái el 2 de septiembre de 2001. Ambos telescopios se encuentran en Mauna Kea. Recibió la designación provisional S/2001 (22) 1, hasta que recibió su nombre. La propuesta de nombre apareció en el documento del descubrimiento y fue aprobada por la Unión Astronómica Internacional en julio de 2003. Aunque la propuesta del nombre hacía referencia al mitológico Linus, hijo de la musa Calíope e inventor de la melodía y el ritmo, el nombre también pretendía honrar a Linus Torvalds, inventor del núcleo del sistema operativo Linux, y a Linus van Pelt, un personaje de la tira cómica Peanuts.
Con un diámetro estimado de 28 ± 2 km, Linus es muy grande en comparación con la mayoría de las lunas de asteroides, y sería un asteroide considerable grande por sí solo. Las únicas lunas grandes conocidas en el cinturón principal son los componentes más pequeños de los asteroides dobles (617) Patroclo y (90) Antíope.
Se ha estimado que la órbita de Linus precesa a un ritmo bastante rápido, completando un ciclo cada varios años. Esto se atribuye principalmente a la forma no esférica de Kalliope. El brillo de Linus ha variado considerablemente entre observaciones, lo que podría indicar que su forma es alargada. Linus podría haberse formado a partir de material eyectado por una colisión con Calíope, o de un fragmento capturado tras la ruptura de un asteroide progenitor (un proto-Calíope).